# Nemer ibn el Barud
Nemer ibn el Barud (nacido Nemer Barud; San Juan, 16 de diciembre de 1925 - Buenos Aires, 17 de octubre de 2010) fue un escritor argentino de ascendencia libanesa.

## Reseña biográfica
Nacido en la capital de la provincia de San Juan, Argentina. De joven se desempeñó como docente en la Escuela de Periodismo Sarmiento y luego como profesor en la Universidad Nacional de San Juan. Trabajó asimismo de periodista para el Diario de Cuyo. En 1971 fue nombrado Secretario General de la gobernación.
Falleció como consecuencia de una enfermedad renal el 17 de octubre de 2010 en Buenos Aires, ciudad en la que residió durante sus últimos años de vida. Sus restos se encuentran inhumados en el Cementerio Sierras Azules de la Ciudad de Zonda, en la provincia de San Juan.

## Obras
- Rimas para mi cielo (1950). Edición del autor. San Juan. Poemas.
- Perfil del ansia (1960). Editorial Heracles. Poemas.
- Tríplice (1964). Américalee. Cuentos - Ilustraciones.
- Astroliquen (1965). Editorial Losada. Poemas.
- Deolinda Correa (1967). Drama.
- Los medios de comunicación y el desarrollo cultural (1973). Universidad Sarmiento, Facultad de Humanidades, San Juan. Tesis.
- Quijosancho y su descendencia (1973). Universidad Sarmiento, Facultad de Humanidades, San Juan. Cinco clases de la cátedra "Humanismo Literario II" dictadas en la Facultad de Humanidades.
- Monosílabos. Trilogía compuesta por: La mañana (1973), La tarde (1976) y La noche (1976). Torres Agüero Editor. Poemas breves. Bilingüe: español-árabe.
- El vuelo de la mariposa (1977). Torres Agüero Editor.
- Las estaciones del alma (1978). Torres Agüero Editor.
- La flecha, la paloma y el arquero (1980). Torres Agüero Editor.
- De reyes y vasallos (1981). Torres Agüero Editor.
- Naveguemos: el mar es invención de nuestra barca (1981). Torres Agüero Editor.
- Por Amor Al Amor (1985). Torres Agüero Editor. Poemas.
- Manuscritos de la memoria (1987). Editorial Kier. Poemas.
- Hombre nuestro que estás en la tierra (1987) Editorial Kier. Poemas.
- Credo del caminante (1998). Editorial Planeta.
- La sabiduría esencial (2004). Ediciones Obelisco.

Su novela inédita Buenos días, Monseñor fue finalista en el concurso de novela Pío Baroja, organizado por Editorial Alfaguara (Madrid, 1970).